# 宁红茶
宁红茶，全称为宁州工夫红茶，是发源于江西修水县的一个红茶品种，始于清乾隆至道光年间，光绪朝时曾为贡品。
2021年，宁红茶制作技艺被列入国家级非物质文化遗产名录。2022年，宁红茶制作技艺作为中国传统制茶技艺及其相关习俗的一部分被列入联合国教科文组织人类非物质文化遗产代表作名录。